# 승광 (북제)
승광(承光, 577년 1월 ~ 2월)은 북제(北齊) 유주(幼主) 고항(高恒)의 연호이자 북제의 마지막 연호이다. 약 1개월 동안 사용하였다. 577년 2월, 북주(北周)의 공격으로 유주 고항이 체포되고 북제는 멸망하였다.

## 개원
- 융화(隆化) 2년 1월 1일[1](577년 2월 4일)에 연호를 승광(承光)으로 개원함.[2][3][4][5]

- 승광(承光) 원년 2월 4일[6](577년 3월 8일)에 북제가 멸망하면서, 승광 연호가 중지됨.[7][8][4][5]

## 연대 대조표
| 승광        | 원년            |
| 서기        | 577년           |
| 간지(干支)  | 정유            |
| 북주 (北周) | 건덕(建德) 6년  |
| 남진 (南陳) | 태건(太建) 9년  |
| 후량 (後梁) | 천보(天保) 16년 |

## 동시대 연호

### 한국
신라(新羅)
- 홍제(鴻濟) (572년 ~ 584년)

### 중국
남진(南陳)
- 태건(太建) (569년 ~ 582년)

북주(北周)
- 건덕(建德) (572년 ~ 578년)

후량(後梁)
- 천보(天保) (562년 ~ 585년)

고창국(高昌國)
- 연창(延昌) (561년 ~ 601년)

## 같이 보기
- 다른 왕조의 같은 연호
  - 북하(北夏) 승광(承光, 425년 ~ 428년)

- 중국의 연호 목록